# Cixius prognata
Cixius prognata är en insektsart som beskrevs av Logvinenko 1974. Cixius prognata ingår i släktet Cixius och familjen kilstritar.
Artens utbredningsområde är Azerbajdzjan. Inga underarter finns listade i Catalogue of Life.